# Elecciones estatales de Baja California Sur de 1975
Las elecciones estatales de Baja California Sur de 1975 se realizaron el 2 de marzo de 1975 y en ellas se renovaron los siguientes cargos de elección popular del estado mexicano de Baja California Sur:
- Gobernador de Baja California Sur. Titular del Poder Ejecutivo del estado, electo para un periodo de seis años, sin derecho a reelección. El candidato electo fue Ángel César Mendoza Arámburo.
- 8 diputados del Congreso del Estado. 7 electos por mayoría relativa y uno designado mediante representación proporcional para integrar la I Legislatura.

Estas fueron las primeras elecciones realizadas tras la conversión del Territorio Sur de Baja California en estado de la República.

## Resultados

### Gobernador
|  | 93.58 % |

|  | 4.36 % |

|  | 97.97 % |

|  | 2.03 % |

### Congreso del Estado de Baja California Sur
|  | 86.19 % |

|  | 9.55 % |

|  | 4.25 % |

|  | 100 % |